# Особо тяжкие преступления (телесериал)
«Особо тяжкие преступления» (англ. Major Crimes) — американский телесериал, транслируемый каналом TNT с 13 августа 2012 года по 9 января 2018. В центре сюжета находится деятельность специального отдела по расследованию убийств в Лос-Анджелесе, который находится под управлением капитана Шэрон Рейдор в исполнении двукратного номинанта на премию «Оскар» — Мэри Макдоннелл.
«Особо тяжкие преступления» является спин-оффом длительного телесериала «Ищейка» с Кирой Седжвик в главной роли. Его разработка началась в начале 2011 года, а 18 мая 2011 года канал утвердил спин-офф и заказал съемки первого сезона из десяти эпизодов для трансляции после финала своего предшественника летом 2012 года. Сериал в целом был хорошо принят критиками, а также имел успех в телевизионных рейтингах. Пилотный эпизод привлек более семи миллионов зрителей, став наравне с «Далласом» самой наблюдаемой новинкой года на кабельном телевидении.

## Синопсис
Сериал показывает развитие истории после ухода Бренды Ли Джонсон с поста главы отдела особо тяжких преступлений полиции Лос-Анджелеса. После увольнения Бренды руководство отделом берёт в свои руки капитан Шэрон Рэйдор. Однако героине предстоит работать в команде, которая заранее испытывает к ней антипатию — ведь антипатию к ней всегда испытывала шеф Джонсон. Рейдор тем временем решает стать официальным опекуном Расти Бека, ключевого малолетнего свидетеля в сложном деле.
Во втором сезоне Шэрон добивается уважения в коллективе, однако ей приходится сотрудничать с новым заместителем окружного прокурора Эммой Риос, у которой свой взгляд на дело Расти и заключение сделок с преступниками. В шестом сезоне вопрос о деле Филиппа Стро окончательно разрешится.

## Актёры и персонажи
- Мэри Макдоннелл — Шэрон Рейдор
- Джордж Бэйли — Луи Провенза
- Энтони Денисон — Энди Флинн
- Майкл Пол Чан — Майкл Тао
- Рэймонд Крус — Хулио Санчес
- Кирран Джованни — Эми Сайкс
- Грэм Патрик Мартин — Расти Бек
- Филлип П. Кин — Базз Уотсон
- Джонатан Дель Арко — Доктор Моралес
- Роберт Госсетт — Рассел Тейлор
- Надин Веласкес — Эмма Риос

## Производство
27 сентября 2012 года TNT продлил шоу на второй сезон, который был показан с 10 июня 2013 по 13 января 2014. 15 августа 2013 года канал продлил шоу на третий сезон, который был показан с 9 июня 2014 по 12 января 2014.
18 июля 2014 года TNT продлил сериал на четвертый сезон, который был показан с 8 июня 2015 по 14 марта 2016. 5 декабря 2015 года TNT продлили сериал на пятый сезон, который стартовал 13 июня 2016. 18 января 2017 года TNT продлили сериал на шестой сезон, из 13 эпизодов. В начале октября 2017 года стало известно, что шестой сезон станет заключительным. Последняя серия транслировалась 9 января 2018 года.